# Kayrat Izakov
Kayrat Kochkorbayevich Izakov (tiếng Kyrgyz: Кайрат Ызаков; tiếng Nga: Кайрат Кочкорбаевич Изаков; sinh ngày 8 tháng 6 năm 1997) là một cầu thủ bóng đá người Kyrgyzstan hiện tại đang thi đấu ở vị trí hậu vệ cho câu lạc bộ Abdysh-Ata Kant tại Giải vô địch quốc gia Kyrgyzstan và Đội tuyển bóng đá quốc gia Kyrgyzstan.

## Thống kê sự nghiệp

### Quốc tế
Tính đến 12 tháng 11 năm 2021
| Kyrgyzstan | Kyrgyzstan | Kyrgyzstan |
| Năm        | Trận       | Bàn thắng  |
| ---------- | ---------- | ---------- |
| 2021       | 3          | 0          |
| Tổng cộng  | 3          | 0          |